# Alf Kumalo
Pour les articles homonymes, voir Khumalo et Kumalo.
Alfred Khumalo, connu comme Alf Kumalo (ou Khumalo ; né le 5 septembre 1930 et mort le 21 octobre 2012) est un photographe sud-africain réputé pour ses documentaires et ses reportages photo-journalistiques.

## Biographie

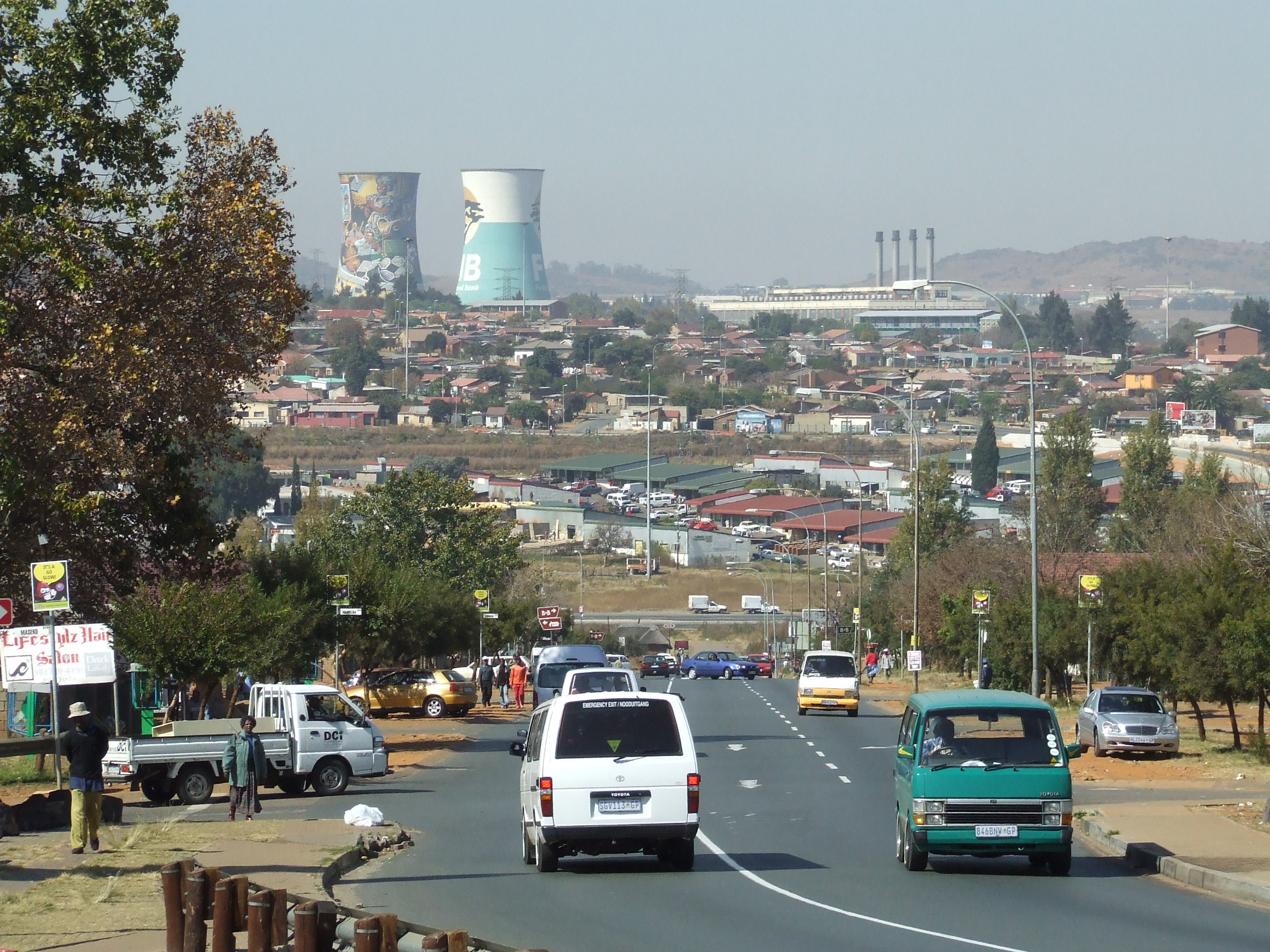
Kumalo Main Rd.- Orlando West, Soweto

Alf Kumalo est né à Utrecht, près de Newcastle, dans la province du Natal (actuel KwaZulu-Natal). Il a d'abord travaillé dans un garage, puis a débuté comme photographe dans diverses publications, et a vendu des clichés photographiques pris chez les Bantous (« humains » en kikongo) d'Afrique du Sud.
En 1956, il fut titularisé au Golden City Post. Journaliste confirmé, il travaille aussi pour The Star, Drum (en) et des publications internationales telles que le New York Times. Il fut l'un des photographes qui couvrit le massacre de Sharpeville le 21 mars 1960.
En 1963, alors qu'il était toujours journaliste de Drum, il fut sélectionné avec Harry Mashabela pour faire un reportage relatif aux étudiants africains vivant en Europe de l'Est, dans les pays du rideau de fer. Les deux journalistes firent, à cet égard, la couverture du  magazine, " Drum men go to Europe".
Pendant son séjour à Londres, il a interviewé Cassius Clay, c'est là qu'il apprit avoir remporté le premier prix d'un concours photographique dont le prix était une voiture à moteur Austin Cambridge. Kumalo avait été encouragé à y participer par David Hazelhurst, l'éditeur de Drum.  Souhaitant un jugement objectif, il décida de cacher sa notoriété en s'inscrivant sous le nom de Mangaliso Dukuza (ses noms africains). Une photo de lui et de son prix a été publiée par le Star en première page. 
En dépit de la crainte d'être arrêté, Kumalo a toujours eu le souci, parfois à ses dépens, d'apporter un témoignage par ses photos. C’était l'époque du gouvernement Vorster (John Vorster, surnommé Jackboot John, était le chef du Parti National au pouvoir depuis 1948, le Premier ministre d'Afrique du Sud de 1966 à 1978 avant de finir sa carrière aux fonctions cérémoniales de président de l'État de la République d'Afrique du Sud de 1978 à 1979). L’habeas corpus avait été rogné par l'Amendment Act de 1963, relative à la détention de 90 jours sans jugement, permettant à un policier de détenir sans mandat une personne soupçonnée d'avoir commis un crime de nature politique jusqu'à 90 jours (renouvelable après libération) sans que cette personne puisse avoir accès à un avocat durant cette période. Dans les faits, les policiers se voyaient octroyés une sorte d'impunité. Kumalo, en dépit des avertissements reçus, encourait de graves sanctions pour sa photo de l'agression de Mashabela qu'il avait essayé de vendre à plusieurs journaux sans succès.
Au fil des ans, Kumalo a photographié et documenté de nombreux événements qui émaillèrent l'histoire de l'Afrique du Sud. Ceux-ci incluent le procès de la trahison, le procès de Rivonia, l’émergence de la conscience noire, le soulèvement des écoliers et lycéens de 1976 et les négociations de la Codesa (Convention for a Democratic South Africa) au début des années 90. Ceci en dépit de nombreuses périodes de détention, d'arrestations et de harcèlement.
Ses travaux ont paru dans des journaux internationaux tels que The Observer, le New York Times , le New York Post et le Sunday Independent. Localement, il a également travaillé pour le magazine Drum et le très ancien Rand Daily Mail.
Pour aider la prochaine génération de photographes sud-africains, Kumalo a ouvert une école de photographie à Diepkloof Soweto en 2002. [2] Cette école propose des cours de neuf mois conçus pour former des photographes issus de milieux défavorisés.

## Livres
- Mandela: Echoes of an era (textes de Es'kia Mphahlele), Penguin Books, 1990  (ISBN 0-14-014316-5)
- Alf Kumalo: South African Photographer (avec Itala Vivan), Leonardo arte  (ISBN 88-7813-384-1)
- Through My Lens: A Photographic Memoir (textes de Tanya Farber), 2009  (ISBN 978-0624044673)
- 8115: A Prisoner's Home (textes de Zukiswa Wanner), Penguin Books, 2010  (ISBN 9780143538370)

## Expositions

### Exposition en solo
- 2004 – "59th Session of the United Nations General Assembly in New York City" – Une rétrospective des photos prises durant ses reportages journalistiques.

### Expositions en groupe
- 2001 – Soweto – A South African Myth – Photographes des années 1950 (by Alf Khumalo, Ernest Cole  et Jürgen Schadeberg). Le thème de l'exposition était le soulèvement des étudiants de Soweto en 1976 qui incluait une partie du travail de Peter Magubane.
- 2002 – Shooting Resistance: South African Photography 1976 – 1994 –L'exposition illustrait la période des bouleversements qui a débuté avec le soulèvement de Soweto mené par les étudiants en 1976. L'émeute a abouti à l'effondrement du régime d'apartheid et à la mise en place d'élections démocratiques en 1994. Photographies de Alf Kumalo, Jürgen Schadeberg et Peter Magubane.
- 2006 – Madiba: Public and Private – Nelson Mandela Foundation, Johannesburg. Exposition regroupant les travaux des photographes Alf Kumalo et Jürgen Schadeberg. Les photos de Schadeberg sont des images publiques de Nelson Mandela prises durant les années 1950, avant son emprisonnement, tandis que celles de Kumalo sont celles de la vie privée de Mandela, en particulier dans sa famille.

## Nominations
- 2004 Alf Kumalo a apporté une contribution majeure dans le documentaire photographique et dans le journalisme en Afrique du Sud. À cet égard le gouvernement sud-africain lui a décerné les insignes dans l'Ordre de l'Ikhamanga (échelon argent)[4].

- 2005 – Le prix Nat Nakasa lui a été décerné pour ses reportages célébrant la liberté de parole et son intégrité[5].